# Chryston
Chryston est un village situé dans le North Lanarkshire, en Écosse.